# Craig Chester
Craig Chester (* 8. listopadu 1965) je americký herec.
Narodil se v West Covina v Kalifornii jako syn zpěváka a matky v domácnosti. Poté, co se přestěhoval do New Yorku a vystudoval American Academy of Dramatic Arts, začal hrát v různých divadelních představeních. Svou první filmovou roli dostal v roce 1992 ve filmu Swoon. Později hrál v dalších filmech, mezi které patří například Střelila jsem Andyho Warhola (1996), Maléry paní Margaret (1998) nebo Nepovedený večírek (2001). V roce 2005 natočil film Adam & Steve, ke kterému napsal také scénář.